# Kazuki Nagasawa
Kazuki Nagasawa (長澤 和輝?, Nagasawa Kazuki; Chiba, 16 dicembre 1991) è un calciatore giapponese, centrocampista del Wellington Phoenix.

## Carriera

### Club
Nagasawa ha fatto il suo debutto nello Yokohama F. Marinos il 3 aprile 2013 in J. League Cup contro l'Omiya Ardija, subentrando al 76º minuto nella sconfitta per 1-0 dello Yokohama. Il giocatore, non era però un tesserato dello Yokohama, essendo studente della Senshu University, e giocò sfruttando la formula dello "Special Designated Player", che permette ai club di JLeague di avere tra le riserve un giocatore universitario per un breve periodo di tempo.

### Köln
Il 23 dicembre 2013 viene annunciato che Nagasawa ha firmato per il club tedesco 1. FC Köln, dopo un periodo di prova. Ha fatto il suo debutto per il Colonia in campionato il 9 Feb 2014 contro l'SC Paderborn 07 . È entrato in campo al 68º minuto per Mišo Brečko nella sconfitta del Colonia per 0-1.

## Statistiche

### Cronologia presenze e reti in nazionale
| Cronologia completa delle presenze e delle reti in nazionale ― Giappone | Cronologia completa delle presenze e delle reti in nazionale ― Giappone | Cronologia completa delle presenze e delle reti in nazionale ― Giappone | Cronologia completa delle presenze e delle reti in nazionale ― Giappone | Cronologia completa delle presenze e delle reti in nazionale ― Giappone | Cronologia completa delle presenze e delle reti in nazionale ― Giappone | Cronologia completa delle presenze e delle reti in nazionale ― Giappone | Cronologia completa delle presenze e delle reti in nazionale ― Giappone |
| Data                                                                    | Città                                                                   | In casa                                                                 | Risultato                                                               | Ospiti                                                                  | Competizione                                                            | Reti                                                                    | Note                                                                    |
| ----------------------------------------------------------------------- | ----------------------------------------------------------------------- | ----------------------------------------------------------------------- | ----------------------------------------------------------------------- | ----------------------------------------------------------------------- | ----------------------------------------------------------------------- | ----------------------------------------------------------------------- | ----------------------------------------------------------------------- |
| 14-11-2017                                                              | Bruges                                                                  | Belgio                                                                  | 1 – 0                                                                   | Giappone                                                                | Amichevole                                                              | -                                                                       | 62’                                                                     |
| Totale                                                                  |                                                                         | Presenze                                                                | 1                                                                       |                                                                         | Reti                                                                    | 0                                                                       |                                                                         |

## Palmarès

### Club

#### Competizioni nazionali
- Campionato tedesco di seconda divisione: 1

Colonia: 2013-2014
- Coppa dell'Imperatore: 1

Urawa Reds: 2018
- Coppa J. League: 1

Nagoya Grampus: 2021

#### Competizioni internazionali
- Copa Suruga Bank: 1

Urawa Reds: 2017
- AFC Champions League: 1

Urawa Reds: 2017

### Nazionale
- Universiadi:   1

Kazan' 2013